# Het Hulsbeek
Het Hulsbeek is een Nederlands recreatiegebied, gelegen ten westen van Oldenzaal. Van oorsprong was het een landgoed gesitueerd rond Erve Het Hulsbeek. In de jaren 70 is het landgoed omgevormd tot recreatiepark. Hiertoe zijn door zandafgraving drie recreatieplassen gemaakt. Het zand uit deze zandafgraving is gebruikt voor de bouw van de Oldenzaalse woonwijk De Thij. Sinds de gemeentelijke herindeling in Nederland van 2001 bevindt het gehele recreatiepark zich binnen de gemeente Oldenzaal. Daarvoor was het westelijke deel onderdeel van het buitengebied van Deurningen, dat deel uitmaakte van de gemeente Weerselo.
Het gebied, met een totale oppervlakte van 230 ha, bestaan enerzijds uit de aangelegde recreatieplassen (een zwem-, surf- en visvijver) en -weiden met een skateboardbaan en anderzijds uit de oorspronkelijke bebossing en heide. Tevens is het recreatiepark in de jaren 90 voorzien van een wielerbaan, later gevolgd door een ATB-parcours. Op Het Hulsbeek kan men wandelen (waarvoor diverse wandelroutes van het Wandelnetwerk Twente zijn uitgezet), fietsen, roeien en barbecueën. Tijdens het zomerseizoen wordt het recreatiepark gebruikt voor diverse evenementen, waarvan Twente Ballooning, dat elk jaar in het eind van augustus plaatsvindt, veruit het bekendste is. Het park heeft vooral een regionale functie, daar 94% van de bezoekers uit Twente komt.
Net als de recreatiegebieden Het Lageveld en Het Rutbeek wordt Het Hulsbeek beheerd door de Regio Twente. Momenteel wordt door de sector Recreatie & Toerisme tezamen met lokale partijen bekeken hoe het recreatiepark kan worden herontwikkeld.

## Historie
Het Hulsbeek is lange tijd in eigendom geweest van de familie Gelderman, een bekende textielfabrikantenfamilie uit Oldenzaal.